# Unité urbaine de Gray
L'unité urbaine de Gray est une unité urbaine française centrée sur la ville de Gray dans le département de la Haute-Saône et la région Bourgogne-Franche-Comté.
Avec 9 314 habitants en 2022, elle constitue la cinquième agglomération du département.

## Délimitation
En 2020, l'Institut national de la statistique et des études économiques (Insee) a procédé à une révision des délimitations des unités urbaines de la France ; celle de Gray est composée de quatre communes urbaines.
| Nom           | Code Insee | Statut | Superficie (km2) | Population (dernière pop. légale) | Densité (hab./km2) |
| ------------- | ---------- | ------ | ---------------- | --------------------------------- | ------------------ |
| Ancier        | 70018      |        | 4,42             | 521 (2022)                        | 118                |
| Arc-lès-Gray  | 70026      |        | 12,1             | 2 410 (2022)                      | 199                |
| Gray          | 70279      |        | 20,26            | 5 455 (2022)                      | 269                |
| Gray-la-Ville | 70280      |        | 3,97             | 928 (2022)                        | 234                |

## Évolution démographique
| 1968   | 1975   | 1982   | 1990   | 1999   | 2010   | 2015  | 2022  |
| ------ | ------ | ------ | ------ | ------ | ------ | ----- | ----- |
| 11 938 | 13 272 | 12 364 | 11 591 | 11 135 | 10 066 | 9 470 | 9 314 |

Histogramme

(élaboration graphique par Wikipédia)